# رامین کاکاوند

رامین کاکاوند (زاده ۱۳۴۷، صحنه)، آهنگساز ایرانی و نوازنده سه‌تار و تنبور است.

## زندگی
او نزد اساتیدی چون هوشنگ ظریف، حسین علیزاده، فرهاد فخرالدینی، محمدرضا درویشی، رضوی سروستانی، صدیق تعریف، سیدامرالله شاه‌ابراهیمی، درویش امیر حیاتی و سید خلیل عالی‌نژاد شاگردی کرده‌است. اولین کارش را در حوزه نوازندگی در سال ۱۳۷۰ در سریال روز و روزگاری آغاز کرد. از سال ۱۳۷۷ با همکاری حسام‌الدین سراج، گروه ارغنون را تشکیل دادند.

## آثار
- خم‌خانه (خواننده و آهنگساز)
- بانگ اهورایی (خواننده و آهنگساز)
- رؤیای وصل
- قصه گیسو
- بوی بهشت
- شور و مستی
- عشق و مستی